# Einstein on the Beach

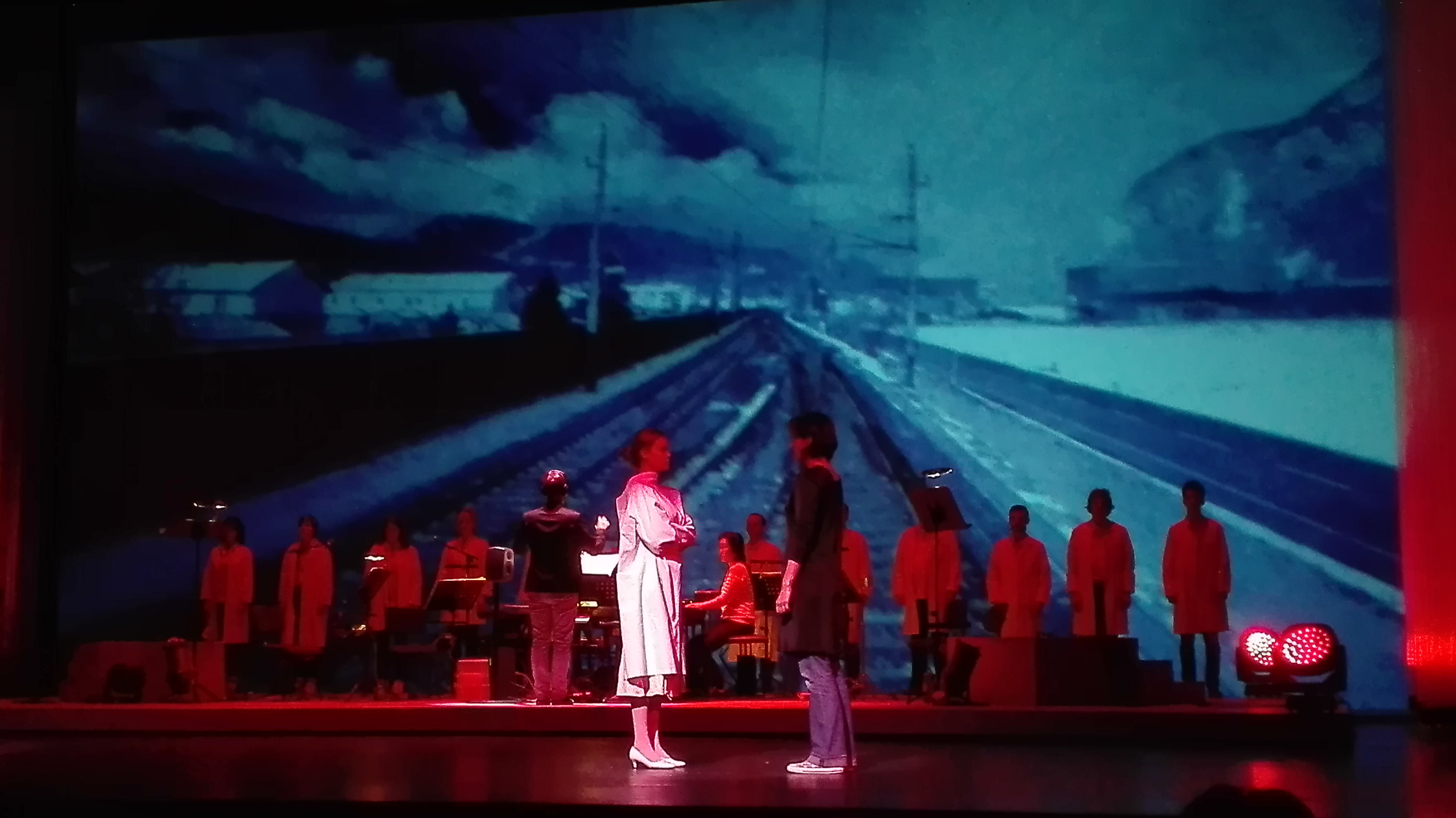
Från en föreställning av Einstein on the Beach i Dortmund i april 2017.

Einstein on the Beach (Einstein på stranden) är en amerikansk opera i fyra akter (inramad av fem "knee plays" eller intermezzon) med musik av Philip Glass och med libretto och regi av Robert Wilson.
Operan avstår från traditionellt berättande till förmån för ett formbundet närmande byggd på strukturella tidrymder som Wilson presenterar i en serie av scenarion. Musiken skrevs "på våren, sommaren och hösten 1975". Glass sade själv om samarbetsprocessen: "Jag lade [Wilsons anteckningsbok med skisserna] på pianot och komponerade varje del som en tavla utifrån teckningarna framför mig. Partituret påbörjades våren 1985 och fullbordades i november, och dessa teckningar var med mig hela tiden."  Premiären ägde rum den 25 juli 1976 på Avignonfestivalen i Frankrike. Operan innehåller texter av Christopher Knowles, Samuel M. Johnson och Lucinda Childs. Det var Glass första och längsta opera. Speltiden är cirka fem timmar utan paus, men  på grund av längden tillåts publiken att komma och gå som de vill.
Verket kom att bli det första i Glass tematiskt relaterade Porträtt-trilogi, tillsammans med Satyagraha (1979) och Akhnaten (1983). Dessa tre operor beskrevs av Glass som porträtt av människor vars personliga visioner ändrade tidens tänkesätt genom idéernas kraft snarare än genom militär kraft.

## Historia

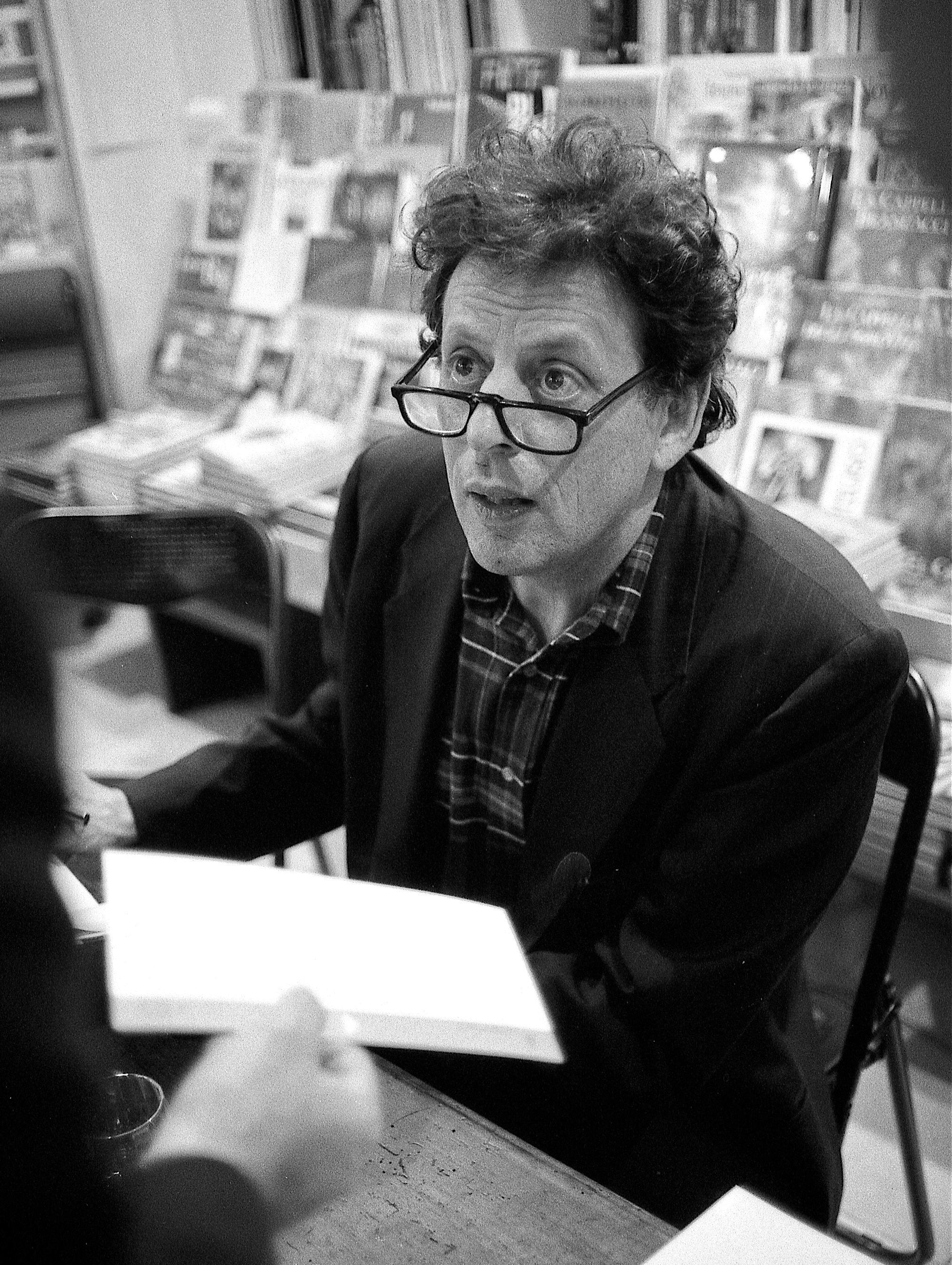
Philip Glass

Bakom upprinnelsen och förverkligandet av Einstein on the Beach låg Robert Wilsons närmande till performance. Wilsons utgångspunkter är vanligtvis mer visuella än textuella: i detta fallet besvarade Glass med att komponera musik till ett antal av Wilsons skisser, vilket i sin tur fick Wilson att omarbeta skisserna. 
Glass och Wilson hade enats om ett samarbete och bestämde sig för en opera med en spellängd på mellan fyra och fem timmar, som skulle bygga på en historisk person. Wilson föreslog inledningsvis Charlie Chaplin eller Adolf Hitler, vilket Glass direkt förkastade rejected, medan Glass föreslog Mahatma Gandhi (senare centralgestalten i operan Satyagraha). Albert Einstein blev den slutliga kompromissen, och den bild av Einstein som blivit en del av västerlandets moderna mytologi. Men "Einstein" ska inte enkom ses som en bild av Albert Einstein utan får symbolisera även "vetenskap, teknologi och ekologi". Det nästan fem timmar långa verket, som saknar egentlig handling, kretsar kring tre teman eller scener – Tåget, Rättegången och Rymdskeppet – som avlöser varandra och repeteras. Verket är tänkt att spelas utan paus och de fyra akterna knyts samman av mellanspel, så kallade ”knäspel” (Knee Plays) - en analogi med hur knäleden förbinder benets två delar.
Einstein on the Beach var den första av Philip Glass tre så kallade porträttoperor. Tanken om en trilogi föddes dock först efter att arbetet med ”Einstein” avslutats. Den andra porträttoperan, Satyagraha, med Mahatma Gandhi som huvudperson, blev klar 1980 och trilogin avslutades 1983 med Akhnaten om den egyptiske faraon Akhenaton.

### Premiär
Einstein on the Beach hade premiär den 25 juli 1976 på Avignon Festival i Frankrike och framfördes av Philip Glass Ensemble i samarbete med the Byrd Hoffmann Foundation. Operan sattes även upp samma sommar i Hamburg, Paris, Belgrad, Venedig, Bryssel och Rotterdam. För att kunna sätta upp operan i New York gick Glass och Wilson med på att hyra Metropolitan Opera House i New York för två föreställningar i november 1976. Lucinda Childs, Robert Wilsons elev Sheryl S. Sutton och Samuel M. Johnson utgjorde de huvudsakliga rollerna; alla tre skulle återvända i dessa roller för 1984 års BAM revival.
Trots sitt inflytelserika uttryck, har den aldrig visats i Sverige i sin helhet.

## Operans uppbyggnad
Huruvida ”Einstein” kan anses vara en opera har diskuterats. Verket saknar flera av operagenrens vanliga kännetecken. Framför allt saknas konkret handling och de vokala insatserna utgörs i huvudsak av körsång och talade partier. En aria lades till kort före premiären på solosopranens begäran. Philip Glass har kommenterat att han kategoriserar ”Einstein” som en opera av praktiska skäl – det krävs ett operahus för att uppföra verket. Operans musik är skriven för solosopran, solotenor, soloviolinist, kör med sexton röster (sopran, alt, tenor, basstämma) samt orkester bestående av två elektriska orglar och tre träblåsare. Skådespelare utan sånginsatser samt dansare ingår också i rollistan. Librettot består av solmisationsstavelser, siffror, korta poesistycken samt texter som kretsar kring teman som relativitetsteorin, kärnvapen, vetenskap och AM-radio.

### "Knee Plays" - mellanspelen
Operan består av nio 20-minuter långa scener i fyra akter vilka avskiljs av "Knee Plays" (Knäspel). Fem "knäspel" ramar in operans helhet och förekommer mellan akterna utöver att fungera som öppnings- och slutscener. Glass definierar ett "knäspel" som ett mellanspel mellan akterna. Samtidigt som "knäspel" hjälpte till att skapa den tid som behövdes för de sju scenbytena fungerade mellanspelen även musikaliskt. 
Det första "knäspelet" spelas medan publiken bänkar sig. Men "knäspelens" huvudsakliga uppgift är bara löst fogat till akterna. I originaluppsättningen satt två kvinnor vid två bord till höger på scenen. I det fjärde "knäspelet" låg de ovanpå glasbord, och i det femte hade de blivit två älskande på en parkbänk.
Verkets mest betydelsefulla material återfinns i knäspelen och framförs av violinen. Dramatiskt sett framträder violinisten (maskerad som Einstein, liksom alla agerande) som solist och som karaktär i operan. Hans violinspel - halvvägs mellan orkestern och artisterna - är en nyckel till rollen. Han kan ses som Einstein själv, eller endast som ett vittne till händelserna.

## Operans struktur
Verket är strukturerat såsom följer:
- Prolog (elorgel)
- Knee Play 1 (elorgel, SATB-kör)
- Akt 1
  - Scen 1 – Train (piccolaflöjt, sopran- och tenorsaxofoner, solosopran och altröster, SATB-kör, two electric organs)
  - Scen 2 – Trial 
    - Entrance (tre flöjter, sopran- och altkör, elorgel)
    - "Mr. Bojangles" (soloviolin, basklarinett, SATB-kör, elorgel)
    - "Paris"/"All Men Are Equal" (elorgel)
- Knee Play 2 (soloviolin)
- Akt 2
  - Scen 1 – Dance 1 (piccolaflöjt, sopran- och altsaxofoner, solosopran och altröster, två elorglar)
  - Scen 2 – Night Train (solosopran och tenorröster, basklarinett, SATB-kör, elorgel)
- Knee Play 3 (SATB-kör a cappella)
- Akt 3
  - Scene 1 – Trial/Prison 
    - "Prematurely Air-Conditioned Supermarket" (SATB-kör, elorgel)
    - Ensemble (tre flöjter, två elorglar)
    - "I Feel the Earth Move" (sopransaxofon, basklarinett)

  - Scene 2 – Dance 2 (soloviolin, solosopran, SATB-kör, elorgel)
- Knee Play 4 (soloviolin, tenor- och baskör)
- Akt 4
  - Scen 1 – Building (två elorglar, improvisatoriska träblåsare, kör och tenorsaxofon)
  - Scen 2 – Bed 
    - Cadenza (elorgel)
    - Prelude (elorgel)
    - Aria (solosopran, elorgel)

  - Scen 3 – Spaceship (flöjt, tenorsaxofon, basklarinett, soloviolin, solosopran, SATB-kör, två elorglar)
- Knee Play 5 (soloviolin, sopran- och altkör, elorgel)

## Texterna
"Librettots" innehåll består mestadels av uppräkning av siffror och skalövningar. I Wilsons skisser ingick även elva andra texter varav majoriteten kom från Christopher Knowles, en autistisk pojke vars texter Wilson hade blivit bekant med 1973. Dock har ingen av Knowles texter något att göra med vad som sker på scenen. Den enda text som nämner Einstein eller stranden är Lucinda Childs enda bidrag.

## Handling
Akt 1
Scen 1. Tåg (järnväg): slutpunktsbegränsad rörelse på jorden, från plats till plats. Scen 2. Domstol (med vädjanden). Vi styrs av våra egna och andras omdömen och fördömanden.
Akt 2
Scen 1. Dans. Ett fält med rymdskepp: tanken på nya dimensioner öppnas. Scen 2. Nattåg: övergångstid, rumsdimensionen försvinner.
Akt 3
Scen 1. Domstol/fängelse: hur man fängslas av sina egna och andras föreställningar. Scen 2. Dans 2. Ett fält med rymdskepp: alla bojor avlägsnas: universum och rymd/tidsmaskinen öppnas.
Akt 4
Scen 1. Byggnad/tåg: "Tiden blir här till rum". Scen 2. Vädjan (utan domstol): att lösa sig från sina egna fjättrande föreställningar. Scen 3. Rymdskepp. Att nå fram till rymd/tidsmaskinens inre: att låta såväl kropp som själ flyga. Frihet eller katastrof, nuclear holocaust.

## Källhänvisningar
Den här artikeln är helt eller delvis baserad på material från engelskspråkiga Wikipedia, Einstein on the Beach, tidigare version.